# Бретонский язык
Брето́нский язы́к (самоназвания: Brezhoneg, Brezoneg) — кельтский язык индоевропейской языковой семьи; родственен валлийскому и корнскому языкам.
На бретонском языке говорят на северо-западе Франции в Нижней Бретани — в основном в департаменте Финистер и на западе департаментов Кот-д’Армор и Морбиан.
Сильное влияние французского языка на протяжении нескольких столетий вызвало в бретонском появление ряда черт, которые не отмечаются в островных кельтских языках — в частности, в остальных бриттских. Из этих черт в фонетике: огубленные гласные /y/ и /œ/; большое количество носовых гласных; увулярный звук /ʁ/. В грамматике: система сложных и сверхсложных имён; наличие артиклей; заимствование из французского продуктивных суффиксов, например, -ans, -aj, -er. Французский язык повлиял и на синтаксис. По французскому образцу построены слова, обозначающие родство людей: tad-kaer — фр. beau-père «тесть» и т. п. В целом влияние французского языка на бретонский полностью не изучено.
Бретонский язык иногда называют «армориканский бретонский язык», что происходит от старого названия полуострова Бретань — Ар(е)морика.

## Лингвогеография

### Ареал и численность
В настоящее время бретонский язык находится под угрозой исчезновения: большинство его носителей — пожилые люди, и язык недостаточно активно передаётся младшему поколению. К тому же, бретонский язык не является официальным языком Бретани и в государственных учреждениях используется французский язык; на бретонском говорит главным образом сельское население. Несмотря на это, на нём издаётся литература (как на диалектах КЛТ, так и на ваннском); ведутся радио- и телепередачи. По данным TMO-Fañch Broudic 2007 года, число активных носителей языка — 206 тыс. чел. — это приблизительно 5 % населения Бретани. По оценкам начала 1990-х годов, бретонским языком владело около 250 тыс. лиц старше 15 лет, в то время как в 1983 году — 615 тыс. чел. Почти все они говорили и на французском языке; число лиц, владевших только бретонским, неизвестно, но едва ли превышает 1 % от приведённого числа. По данным онлайн-справочника Ethnologue, в 2013 году количество носителей бретонского языка составляло 206 тыс. человек.
Примерное число говорящих в 2010—2015 годы: 
| Область               | Население | Число говорящих | Процент говорящих от общего населения |
| --------------------- | --------- | --------------- | ------------------------------------- |
| Нижняя Бретань        | 1,3 млн   | 185 000         | 14,2 %                                |
| Centre Ouest Bretagne | 112 000   | 20 000          | 20 %                                  |
| Trégor-Goelo          | 127 000   | 25 000          | 20 %                                  |
| Pays de Brest         | 370 000   | 40 000          | 11 %                                  |
| Pays de Cornouaille   | 320 000   | 35 000          | 11,5 %                                |
| Pays de Lorient       | 212 000   | 15 000          | 7,3 %                                 |
| Pays de Vannes        | 195 000   | 11 000          | 5,5 %                                 |
| Pays de Guingamp      | 76 000    | 12 000          | 17 %                                  |
| Pays de Morlaix       | 126 000   | 15 000          | 12 %                                  |
| Pays de St Brieuc     | 191 000   | 5 000           | 3 %                                   |
| Pays de Pontivy       | 85 000    | 6 500           | 8 %                                   |
| Pays d’Auray          | 85 000    | 6 500           | 7,6 %                                 |
| Верхняя Бретань       | 1,9 млн   | 20 000          | 2 %                                   |
| Pays de Rennes        | 450 000   | 7 000           |                                       |
| Атлантическая Луара   | 1,3 млн   |                 |                                       |
| Pays de Nantes        | 580 000   | 4 000           | 0,8 %                                 |
| Общее                 | 4,56 млн  | 216 000         | 4,6 %                                 |

### Социолингвистические сведения
Одна из трудностей, стоящих перед энтузиастами, желающими увеличить количество носителей бретонского языка, — существование по меньшей мере трёх вариантов орфографии: KLTG, или «объединённая» орфография (peurunvan, или Zedacheg — по принятому в ней диграфу zh, обозначающему z в диалектах КЛТ и h в ваннском диалекте); «университетская» (skolveurieg), существующая в двух вариантах для диалектов КЛТ и ваннского диалекта; и «междиалектная» (etrerannyezhel), основанная на этимологическом принципе и близкая к орфографии Жана-Франсуа Ле Гонидека.
Литературный язык создан в XIX веке на основе диалектов группы КЛТ (преимущественного леонского), однако не все его нормы были выработаны. Большинство носителей языка не владеет литературным языком и говорит на диалектах.
Преподавание на бретонском языке осуществляется в сети частных школ «Диван» (diwan). С 1994 года по закону Тубона, принятому с целью защиты французского языка от внешнего влияния, государство финансирует исключительно франкоязычные школы. Другой способ увеличения числа носителей языка — программа «Div Yezh» («Два языка») в государственных школах, которая была запущена в 1979 году. Другая программа под названием «Dihun» («Пробуждение») была запущена в 1990 году для двуязычного обучения в церковных школах. В 2018 году 18 337 школьников (около 2 % всех школьников Бретани) посещали школы Diwan или школы с программами «Div Yezh» или «Dihun». Это число увеличивалось каждый год. В 2007 году около 5000 совершеннолетних посещали курсы бретонского языка.
| Год  | Число  | Процент от общего числа школьников Бретани |
| ---- | ------ | ------------------------------------------ |
| 2005 | 10 397 | 1,24 %                                     |
| 2006 | 11 092 | 1,30 %                                     |
| 2007 | 11 732 | 1,38 %                                     |
| 2008 | 12 333 | ± 1,4 %                                    |
| 2009 | 13 077 | 1,45 %                                     |
| 2010 | 13 493 | 1,48 %                                     |
| 2011 | 14 174 | 1,55 %                                     |
| 2012 | 14 709 | 1,63 %                                     |
| 2013 | 15 338 | 1,70 %                                     |
| 2014 | 15 840 |                                            |
| 2015 | 16 345 |                                            |
| 2016 | 17 024 |                                            |
| 2017 | 17 748 |                                            |
| 2018 | 18 337 | 2 %                                        |

| Департамент         | Процент |
| ------------------- | ------- |
| Финистер            | 4,71 %  |
| Морбиан             | 4,3 %   |
| Кот-д’Армор         | 2,86 %  |
| Иль и Вилен         | 0,71 %  |
| Атлантическая Луара | 0,29 %  |

Популяризатором языка выступает бретонский музыкант Денез Прижан — исполнитель традиционной музыки в жанрах «gwerz» («причитания») и «kan ha diskan» («танцевальная песня»), дополненных современными мотивами.

### Диалекты
Бретонский язык включает четыре основных диалекта:
- корнуайский (kerneveg, по-французски — cornouaillais, не следует путать с kernewek — самоназванием корнского языка), на котором говорит 41 % всех носителей, распространён в районе города Кемпера;
- леонский (leoneg, по-французски — léonard) — диалект района Бро-Леон (Bro Leon, Pays de Léon) на севере Финистера; наиболее близок к современному литературному бретонскому языку;
- трегьерский (tregerieg, по-французски — trégorrois) — диалект области Трегор (Landreger, Tréguier);
- ваннский (gwenedeg, по-французски — vannetais) — диалект района города Ванн; на ваннском диалекте говорит всего 16 % носителей языка.

Диалекты бретонского языка можно разделить на две группы: первая охватывает корнуайский, леонский, трегьерский диалекты (объединяются аббревиатурой КЛТ); вторая — ваннский диалект. Одной из основных черт разделения диалектов является постановка ударения: ударение ставится на предпоследний слог в КЛТ и на последний — в ваннском диалекте. Обе группы довольно сильно отличаются друг от друга, и носители КЛТ плохо понимают ваннский диалект. Древнейшие признаки диалектного членения бретонского языка (смена положения ударения в КЛТ) относятся к X—XI векам; окончательное формирование диалектов в центре и на северо-востоке области, занимаемой бретонским языком, относится к XII—XIV векам, на севере — к XV—XVI векам. Ваннский диалект окончательно сложился к XV—XVI векам, остальные же — в XVII веке.
Внутри каждого диалекта имеются региональные и местные особенности, исходя из которых выделяются отдельные говоры. Так, ваннский диалект условно можно разделить на две группы говоров: верхневаннские и нижневаннские. Лучше всего изучены различия диалектов в фонетике, значительно хуже — в морфологии; их различия же в синтаксисе почти не изучены.

## Письменность
Письменность бретонского языка и его диалектов основывается на латинском алфавите — прежде всего, на его французском варианте; таким образом, часть звуков имеет общие с французскими обозначения.
Современный бретонский алфавит:
| A | B | CH | C’H | D | E | F | G | H | I | J | K | L | M | N | O | P | R | S | T | U | V | W | Y | Z |
| a | b | ch | c’h | d | e | f | g | h | i | j | k | l | m | n | o | p | r | s | t | u | v | w | y | z |

- Буквы x и q в бретонский алфавит, в отличие от французского, не входят[6].
- Диграф c’h обозначает [x], а ch — [ʃ]; eu обозначает [œ][5].
- Диграф zh в зависимости от диалекта читается либо как z, либо как h.
- Носовые гласные передаются с помощью ñ[5].
- Буквы с диакритикой — é, è, ê, î, ī, ñ, ū, ô и т. п. — считаются дополнительными и в основной алфавит не входят[6]. В некоторых источниках буквы é, ê, ñ, ù и т. п. включаются в основной алфавит, однако, так как слова с этих букв не начинаются, в алфавит включаются только строчные варианты этих букв[7].

«Университетская» орфография 1955 года сблизила правописание диалектов КЛТ и ваннского.

## История языка
Древнебретонский период относится к VIII—XI векам н. э. Бретонцы переселились на территорию современной Франции во второй половине V века с юга Британии, откуда их вытеснили набеги англосаксов. Ещё в IX веке бретонцы занимали весь полуостров от устья Луары на юге до района Мон-Сен-Мишель на севере. В последующие века граница распространения бретонского языка передвинулась к западу. Подробные сведения о бретонском языке известны начиная со среднебретонского периода (с XI века, памятники с XIV века — до этого времени сохранились лишь глоссы в латинских трактатах и ономастика (собственные имена)). До IX века влияние романских диалектов на бретонский язык было незначительным; в среднебретонский период (середина XI века — середина XVII века) усилилось влияние французского языка. Словарный состав в большом объёме пополнился заимствованиями из французского языка, который также оказал влияние на грамматический строй бретонского. Бретонский язык находился под давлением французского на протяжении почти всей своей истории. Начало новобретонского периода связывается с выходом в 1659 году грамматики Ж. Монуара. В начале XIX века Ж.-Ф. Ле Гонидек начал пуристические реформы, направленные на «рекельтизацию» бретонского языка.
В Средние века существовала богатая бретонская литература, её традиция прекратилась лишь к XVII веку. Не имея официального статуса после потери автономии Бретани, бретонский язык сохранялся главным образом среди сельского населения, а в городах французский язык стал полностью преобладать уже в XVIII веке. Проповедническая деятельность на бретонском языке началась достаточно рано. Повсеместное образование в Бретани было введено только в XIX веке, однако оно осуществлялось на французском, а бретонский язык был полностью запрещён. В то же время в XIX веке поднялась волна интереса к изучению бретонского языка и фольклора, важную роль в котором сыграл Ж.-Ф. Ле Гонидек, считающийся создателем современного бретонского литературного языка.
В течение XIX и XX веков французская политика долгое время была направлена на вытеснение бретонского языка. Некоторое его возрождение имело место во время оккупации Франции немецкими войсками во время Второй мировой войны (а именно — в 1940—1944 годах); в последующие годы преподавание бретонского языка со стороны правительства либо ограничивалось одним часом в неделю (так называемый Закон Дексона 1951 года), либо не имело почти никакой поддержки (в 1970—1980 годах бретонский язык в средних школах изучали только 5 % учеников).

## Лингвистическая характеристика

### Фонетика и фонология

#### Гласные
Литературный бретонский язык следующий состав вокализма: /i/, /y/, /e/, /œ/, /ɛ/, /a/, /ɔ/, /o/, /u/. Каждый из гласных, за исключением краткого /ɔ/, может быть как долгим, так и носовым. Долгота связана с признаком силы / слабости следующего за гласным согласного. Гласный может быть долгим только в ударном слоге перед кратким («слабым») согласным: kador [k’a:dor] «стул». Перед долгим («сильным») согласным гласный будет кратким: yaouank [j’owank] «молодой». В безударных слогах встречаются только краткие гласные; в некоторых диалектах в безударном слоге появляется редуцированный гласный [ə] (шва). Кроме того, у бретонских гласных имеются противопоставление по степени подъёма (нижний, средний, верхний) и огублённости.
Противопоставление открытых /ɛ/ — /ɔ/ и закрытых /e/ — /o/ отмечается только под ударением.
Часто встречается контактная назализация гласных, которая возникает под влиянием соседнего носового согласного: tomm /tõm/ «горячий».

#### Согласные
В фонетическом строе бретонского языка представлены следующие согласные:
|               | Губные | Альвеолярные | Палатальные | Велярные | Глоттальные |
| Носовые       | m      | n            | ɲ           | ŋ        |             |
| Смычные       | p b    | t d          | c ɟ         | k g      |             |
| Фрикативные   | f v    | s z          | ʃ ʒ         | x        | h           |
| Аппроксиманты |        |              | j ɥ         | w        |             |
| Латеральные   |        | l            | ʎ           |          |             |
| Дрожащие      |        | r            |             |          |             |

Для ряда диалектов описано противопоставление согласных по признаку «силы»: «сильные» (fortes) звонкие смычные противопоставляются «слабым» (lenes), глухие всегда считаются сильными; сонанты также противопоставляются по этому признаку. Система согласных литературного бретонского языка такая же, как в диалектах КЛТ.
В абсолютном исходе слова (синтагме) могут стоять только глухие согласные; в интервокальном положении (между двумя гласными) — только звонкие: mat /mat/ «хороший» — mat eo /ma:deo/ «Он хороший».
Перед гласными переднего ряда заметна палатализация смычного согласного: kik /k’ik'/ «мясо». Образование множественного числа от основ на зубной согласный тоже вызывает палатализацию: ant «борозда» — мн. ч. anchou (t перешло в ch).
В группах согласных вида «звонкий + глухой» происходит уподобление (ассимиляция), при котором более сильным оказывается второй из двух стоящих рядом согласных: addeskiñ /at 'teskĩ/ «изучать», однако в орфографии это не никак отображается.
Консонантный строй бретонского языка значительно различается по диалектам. Так, в ряде диалектов (в первую очередь, ваннских) существует сегмент [ɦ]; во многих диалектах [r] реализуется как [ʀ] или [ʁ]. В ряде ваннских диалектов существует также глухой увулярный [χ]. Существуют диалекты, где в число согласных входят глухие сонанты наподобие [l̥]. В некоторых северных диалектах присутствует особый спирант, обозначаемый [vh] и отличающийся от обычного [v] большей длительностью и интенсивностью произнесения.

#### Ударение
Ударение в бретонском языке — силовое — падает на предпоследний слог, хотя имеются некоторые исключения (стяжения). В ваннском диалекте ударение падает на последний слог; в этом диалекте сохранился архаический тип просодии, унаследованный от древнебретонсого языка, в то время как в диалектах КЛТ ударение перешло на предпоследний слог в начале среднебретонского периода.

#### Морфонология
В бретонском языке наиболее отличительном видом морфологических чередований являются начальные мутации, свойственные всем кельтским языкам; они нередко оказываются единственным показателем рода существительного — так, например, лениция после артикля происходит у существительных ж. р. ед. ч. и м. р. мн. ч.: ar g-kador «стул» (ж. р. ед. ч.), ar d-tud «народ» (м. р. мн. ч.). Правила мутаций, в общем, сходны с валлийскими; они могут различаться даже в пределах одного диалекта.
Для литературного языка свойственны следующие виды мутаций:
1. спирантная: k — c’h, p — f, t — z;
2. сильная: g — k, b — p, d — t;
3. мягкая: k — g, p — b, t — d, g — c’h, b — v, d — z, m — v;
4. смешанная: g — c’h, b — v, d — z, m — v;
5. назальная: d — n.

Чередования в корне под влиянием гласного суффикса или окончания (перегласовка) стали показателем множественного числа: bran «ворон» — мн. ч. brini.

### Морфология
По своему строю бретонский — аналитический язык с некоторыми признаками синтетизма, которые встречаются в личных формах глагола и местоименных предлогах. Падежные значения выражаются аналитическими средствами. Синтаксические значения выражаются в основном при помощи позиций, предлогов и т. п. К глаголу примыкают отглагольные прилагательные (причастия) и инфинитивы — глагольные имена. Местоимения, числительные и наречия выделяются так же, как и в валлийском языке. Предлоги, союзы, артикли и частицы образуют группу служебных частей речи; выделяются междометия. Слова для уточнения места, времени и т. п. используются очень редко.

#### Общие категории

##### Род
Род (мужской и женский) выражается с помощью мутаций в слове, которые вызываются артиклем, местоимением или другим примыкающим словом; кроме этого, существует ряд суффиксов, которые используются для образования существительных женского рода, как, например, -en и -ez: bleiz «волк» — bleizez «волчица» и т. п. В зависимости от рода слова изменяются только некоторые числительные (см. ниже); в остальных же случаях слова (в том числе прилагательные) по родам не изменяются.

##### Число
Чисел в бретонском языке три — единственное, двойственное и множественное. Образование форм чисел отличается в зависимости от диалекта. Для множественного числа обычно используются окончания, которые зависят от одушевлённости: -ed — для одушевлённых существительных и деревьев, -(i)où — для неодушевлённых. Кроме этих окончаний, существуют и другие: -i, -ier, -on, -ez, -en; некоторые из них вызывают перегласовку: bran «ворон» — мн. ч. brini. Иногда перегласовка сама образует форму мн. ч.: dant «зуб» — мн. ч. dent. Встречается супплетивизм: ki «собака» — мн. ч. chas.
Некоторые слова, обозначающие парные предметы, используют приставку «два» для образования формы двойственного числа: daou-lagad «два глаза».
От формы двойственного числа можно образовать так называемое «двойное» множественное число: daoulagadoù «пары глаз»; это же число можно образовать с помощью присоединения обычного показателя формы мн. ч. к собирательному существительному: dilhad «одежда» — dilhadoù «несколько комплектов одежды». От собирательного понятия можно образовать существительное, обозначающее отдельную его часть (сингулятив): geot «трава» — geot-enn «травинка»; так же можно сделать и с формой мн. ч.: brini «вороны» — brinien «отдельные особи из множества воронов» — и с формой ед. ч.: botez «обувь» — мн. ч. botoù «много предметов обуви» — botezen «отдельные предметы обуви».

##### Принадлежность
В отличие от гойдельских языков, в бретонском языке принадлежность можно выразить глаголом am eus «иметь». Кроме того, принадлежность может выражаться притяжательными местоимениями: va zi «мой дом» и т. п. Для усиления значения принадлежности к существительному может добавляться соответствующее лицу обладателя личное местоимение: va zi-me «мой дом»; с этой же целью используются спрягаемые предлоги a и de, обозначающие происхождение и определяющие существительное с определённым артиклем или притяжательным местоимением: an ti ac’hanon «мой дом», e vreur dezhan da zi «его брат» и т. п. Если принадлежность выражается сочетанием двух стоящих рядом существительных, то определяемое слово без артикля стоит первым: toenn ti «крыша дома», где toenn «крыша» является определяемым; определяемое слово ti, в свою очередь, может иметь определитель (в том числе артикль): toenn ti an tad «крыша дома отца», toenn un ti bras «крыша (какого-то) большого дома».

#### Части речи

##### Числительные
Система исчисления в бретонском языке — двадцатеричная. Числительное unan «один» не употребляется с существительными; в этом случае число будет выражаться артиклем.
Числительные от двух до четырёх имеют род:
- daou baotr «два мальчика» — div blac’h «две девочки»;
- tri mab «три сына» — teir merc’h «три дочери»;
- pevar mevel «четверо слуг» — peder metez «четыре служанки».

В остальных случаях числительные в зависимости от рода согласуемого с ним слова не меняются.
Числительные бретонского языка в таблице:
| 1 — unan [ˈyːnɑ̃n]                       | 21 — unan warn uɡent [ˈyːnɑ̃n warˈnyːɡɛn(t)]         |
| 2 — daou [dou̯] / div [diw]              | 22 — daou warn uɡent [ˈdou̯ warˈnyːɡɛn(t)]           |
| 3 — tri [triː] / teir [tei̯r]            | 23 — tri warn uɡent [ˈtriː warˈnyːɡɛn(t)]           |
| 4 — pevar [ˈpɛːvar] / peder [ˈpeːdɛr]   | 24 — pevar warn uɡent [ˈpɛvar warˈnyːɡɛn(t]         |
| 5 — pem(p) [pɛm(p)]                     | 25 — pemp warn uɡent [ˈpɛmp warˈnyːɡɛnt]            |
| 6 — cʼhwecʼh [xwɛːx]                    | 26 — cʼhwecʼh warn uɡent                            |
| 7 — seizh [sei̯s]                        | 27 — seizh warn uɡent [ˈsei̯z warˈnyːɡɛn(t)]         |
| 8 — eizh [ei̯s]                          | 28 — eizh warn uɡent [ˈei̯z warˈnyːɡɛn(t)]           |
| 9 — nav [nao̯]                           | 29 — nav warn uɡent [ˈnao̯ warˈnyːɡɛn(t)]            |
| 10 — dek [dek] / [deːɡ]                 | 30 — treɡont [ˈtreːɡɔn]                             |
| 11 — unnek [ˈœ̃nɛk] / [ˈœ̃nɛɡ]            | 40 — daou uɡent [dou̯ˈyːɡɛn] (2 x 20)                |
| 12 — daouzek [ˈdɔu̯zɛk] / [ˈdɔu̯zɛɡ]      | 50 — hanter kant [ˈhɑ̃ntɛr ˈkɑ̃n] («половина от 100») |
| 13 — trizek [ˈtriːzɛk] / [ˈtriːzɛɡ]     | 60 — tri uɡent [ˈtriˈyːɡɛn] (3 x 20)                |
| 14 — pevarzek [pɛˈvarzɛk] / [pɛˈvarzɛɡ] | 70 — dek ha tri uɡent [ˈdɛɡ a triˈyːɡɛn]            |
| 15 — pemzek [ˈpɛmzɛk] / [ˈpɛmzɛɡ]       | 80 — pevar uɡent [ˈpɛːvar ˈyːɡɛn] (4 x 20)          |
| 16 — cʼhwezek [ˈxweːzɛk] / [ˈxweːzɛɡ]   | 90 — dek ha pevar uɡent (10 + (4 x 20))             |
| 17 — seitek [ˈsei̯tɛk] / [ˈsei̯tɛɡ]       | 100 — kant [kɑ̃n]                                    |
| 18 — triwecʼh [ˈtriwɛx] (3 x 6)         | 200 — daou cʼhant [ˈdou̯ ˈxɑ̃n]                       |
| 19 — naontek [ˈnao̯tɛk]                  | 1000 — mil [ˈmil]                                   |
| 20 — uɡent [ˈyːɡɛn(t)]                  | 2000 — daou vil [dou̯ ˈvil]                          |

##### Местоимение
Личные местоимения (субъектная форма):
| Лицо | Ед. ч.                            | Мн. ч.               |
| ---- | --------------------------------- | -------------------- |
| 1    | me                                | ni                   |
| 2    | te                                | c’hwi                |
| 3    | eñ (мужской род) hi (женский род) | i (м. р.) int (ж. р) |

Личные местоимения (объектная форма — винительный падеж):
| Лицо | Ед. ч.                           | Мн. ч.    |
| ---- | -------------------------------- | --------- |
| 1    | va, 'm                           | hol, hon  |
| 2    | da, 'z                           | ho, hoc’h |
| 3    | e, hen (м. р.) he, hec’h (ж. р.) | Нет Нет   |

В бретонском языке имеется три ступени указательных местоимений: «ближайшие», «ближние» и «более удалённые». Они, кроме «ближних», употребляются с существительными как послелоги: an den-mañ «этот человек (ближайший)» — an den-se «этот человек».
В бретонском языке существуют так называемые «местоименные предлоги», точно передающие местонахождение того, к чему относятся: например, em c’hichen «возле меня», a-dreñv-din «сзади меня».

##### Глагол

###### Переходность и непереходность
В бретонском языке нет чётко выраженной морфологической границы между переходными и непереходными глаголами, и многие глаголы могут быть как переходными, так и непереходными в зависимости от контекста: например, arvesti как переходный глагол означает «созерцать», а как непереходный — «присутствовать (на чём-либо)».
В среднебретонский период непереходные глаголы спрягались с помощью вспомогательного глагола bezañ «быть»; в современном языке всё чаще используется глагол kaoud «иметь», однако это всё же зависит от диалекта.

###### Залог
В бретонским языке, как и в других кельтских, есть действительный залог (для переходных, непереходных, возвратных и безличных глаголов) и страдательный залог (для переходных глаголов) с примыкающими к нему безличными формами, которыми может обладать любой глагол.
Страдательный залог и безличное спряжение отличаются тем, что первый не используется, даже если выражен агенс. Для обозначения возвратного или взаимного действия существует частица em.

###### Наклонение и времена
В бретонском языке три наклонения: изъявительное, условное и повелительное. Изъявительное наклонение имеет 4 времени глагола, которые образуются синтетически: настоящее, имперфект, претерит и будущее; есть также ряд сложных и сверхсложных времён, образуемых аналитически (настоящее время (презенс) вспомогательного глагола + причастие прошедшего времени): перфект, давнопрошедшее, прошедшее предшествующее и будущее предшествующее. Сверхсложные времена строятся по схеме «перфект вспомогательного глагола + причастие прошедшего времени». Аналитический перфект почти вытеснил претерит — он сохранился только в письменной речи.
В условном наклонении есть только два синтетических времени — настоящее и прошедшее.
Бретонский глагол обладает рядом особенностей. Глаголы bezañ «быть» и endevout/kaout «иметь» в настоящем времени и имперфекте имеют форму обычного действия, которая обозначает какие-то часто повторяющиеся действия: например, Poan hor bez o labourat e-pad ar goañv «Нам тяжело работать зимой»; такие предложения часто сопровождаются наречиями времени: alles «часто», bendez «каждый день» и т. п. Глагол «быть» в настоящем времени и имперфекте обладает особой «ситуационной» формой, которая передаёт «точечное» действие во времени и пространстве: Emañ klañv «Он болен (сейчас)», Emañ e Brest «Я (сейчас) нахожусь в Бресте»; в сочетании с частицей о и причастием настоящего времени «ситуационная» форма может иметь значение настоящего длительного времени: Emaon o vont «Я иду».
Перфект строится со вспомогательным глаголом «иметь» и причастием прошедшего времени: Lennet en deus Yann al levr «Ян прочитал книгу».

###### Спряжение
| Число           | «Безличное»                                                                             | «Личное» с глаголом ober «делать»                                              | «Личное»                                                                                         |
| --------------- | --------------------------------------------------------------------------------------- | ------------------------------------------------------------------------------ | ------------------------------------------------------------------------------------------------ |
| Единственное    | Me a skriv «Я пишу» Te a skriv «Ты пишешь» Eñ a skriv «Он пишет» Hi a skriv «Она пишет» | Skriva a ran — буквально: «Писание, которое я делаю». Skriva a rez Skriva a ra | Eul lizer a skrivan — буквально: «Письмо, которое я пишу». Eul lizer a skrivez Eul lizer a skriv |
| Множественное   | Ni a skriv «Мы пишем» C’hwi a skriv «Вы пишете» I a skriv «Они пишут»                   | Skriva a reomp Skriva a rit Skriva a reont                                     | Eul lizer a skrivomp Eul lizer a skrivit Eul lizer a skrivont                                    |
| Безличная форма |                                                                                         | Skriva a reer                                                                  | Eul lizer a skriver                                                                              |

«Безличное» спряжение обязано своим названием неизменяемой форме глагола; субъект предшествует глаголу. «Личное» спряжение используется в том случае, когда объект предшествует глаголу; флексия в глагольной форме указывает на лицо. Элемент a восходит к относительному местоимению.

###### Времена и наклонения, образуемые синтетически
| Число           | Лицо  | Настоящее            | Имперфект время     | Претерит                                  | Будущее время                        |
| --------------- | ----- | -------------------- | ------------------- | ----------------------------------------- | ------------------------------------ |
| Единственное    | 1 2 3 | -an(n) -ez (-es) Нет | -an(n) -ez (-es) -e | -iz (-is) -jout -az (-as)                 | -in -i -o                            |
| Множественное   | 1 2 3 | -omp -it (-et) -ont  | -emp -ec’h -ent     | -zomp (-jomp) -joc’h (-jot) -zont (-jont) | -imp (-fomp) -ot (-fet) -int (-font) |
| Безличная форма |       | -er                  | -ed                 | -jod                                      | -or                                  |

| Число           | Лицо  | Настоящее время                      | Претерит           |
| --------------- | ----- | ------------------------------------ | ------------------ |
| Единственное    | 1 2 3 | -f, -z, -j, -ch, -en -fez (-fes) -fe | -jen -jes -je      |
| Множественное   | 1 2 3 | -femp -fec’h -fent                   | -jemp -jec’h -jent |
| Безличная форма |       | -fed                                 | -jed               |

| Число           | Лицо  | Флексия                    |
| --------------- | ----- | -------------------------- |
| Единственное    | 1 2 3 | — — -et                    |
| Множественное   | 1 2 3 | -omp -it (-et) -ent (-ent) |
| Безличная форма | —     | —                          |

###### Отрицание
В бретонском языке глагольное отрицание во многом сходно с французским. Оно выражается циркумфиксом ne … ket — это сложилось к новобретонскому периоду. Частица ket может быть заменена на другие отрицательные частицы: mui «больше», morse «никогда», ebet «никто» и т. п.
В некоторых диалектах первое отрицательное слово ne часто опускается; инфинитив имеет особую отрицательную форму chom hep — буквально: «оставаться без» — которая ставится после слова, к которому она относится.

#### Междометия
Междометия сложились на основе различных частей речи; наиболее близкой по смыслу к междометиям является категория восклицания в прилагательных, которая образуется путём присоединения показателя -(h)et (-at): Gwanat den! «Какой слабый человек!».

#### Словообразование
В словообразовании больше всего развита суффиксация. Некоторые суффиксы были заимствованы из французского: например, -ans — от фр. -ance. Некоторые суффиксы образуют имена женского (-ek, -enti, -iz и др.) или мужского (-ded, -der и др.) рода; некоторые суффиксы могут быть использованы для образования имён как женского, так и мужского рода — это, например, суффикс -erez, который образует имена деятелей женского рода, но абстрактные имена мужского рода: kaozerez «говорунья» (женский род) — kaozerez «говорение, разговор» (мужской род).
Имеется словосложение: menez-tan «вулкан» — от menez «гора» и tan «огонь».
Прилагательные могут быть субстантивированы и при этом иметь форму числа.

### Синтаксис
С развитием аналитизма глагол в бретонском языке приобрёл сложную составную форму, которая по сути выступает как аналитическая форма глагола: глагольное имя + относительная частица a/e + вспомогательный глагол ober «делать». Предложение с порядком слов VSO (глагол — подлежащее — объект действия) является относительно нейтральным: Klask a ra Yann ul levr «Ян видит книгу».
Финитный глагол в неотносительной форме может стоять в начале, если он стоит в повелительном наклонении или если предложение является ответом на вопрос.
Порядок слов OVS с вынесением глагольного имени в начало предложения выделяет действие: Klask ul revr a ra Yann «Видит книгу Ян».
Со взаимным расположением глагола и подлежащего связано употребление различных видов спряжения:
- когда субъект предшествует глаголу, то употребляется «безличное» спряжение: Ar vugale a gar o zad «Дети любят своего отца» (SVO)[33];
- когда субъект, выраженный существительным, следует за глаголом, употребляется «личное» спряжение с глаголом «делать»: Deskouez a ra an tan avel «Ветер предвещает огонь» (VSO)[33];
- если глаголу предшествует объект, а подлежащее не выражено ни местоимением, ни именем, то лицо деятеля выражается флексией в глаголе: Va zad a garan — буквально: «Мой отец, которого я люблю» (OV)[33].

В отрицательных предложениях порядок слов обычно будет SVO с обязательным согласованием глагола: Ar vugale ne welont ket o zad «Дети не видят своего отца».
Как и в других кельтских языках, в бретонском широко используется инфинитив. В современном языке инфинитив с артиклем может быть подлежащим и дополнением; он может употребляться как замена финитному глаголу в восклицательных, побудительных и некоторых других видах предложений. Инфинитивные обороты, которые часто использовались в среднебретонский период, в настоящее время почти исчезли.
Части сложного предложения соединяются при помощи союзов и союзных слов. Обычно за союзом следует относительная глагольная частица e: … had e kouezhas «… и он упал», … peogwir e varvas «… потому что он умер»; исключениями являются союзы hogen «но» и rak «так как» — они требуют иного порядка слов: … rak e vam a varvas «… так как его мать (которая) умерла», но не … rak e varvas e vamm. После союзов ma (mar) «если» и pa «когда» частица e не употребляется.

### Лексика

#### Заимствования
Наиболее древние заимствования из латинского языка появились в бретонском до миграции предков бретонцев на континент: abostol (от лат. apostolus) и др. После появления бретонцев на полуострове Бретань были заимствованы такие слова, как mank («однорукий» — от лат. mancus), kab («голова» — от лат. caput) и др.
Некоторые заимствования имеют многочисленные производные — например, от kemmañ «изменять» (от лат. cambio) можно образовать kemmaden «изменение», kemmadur «изменение», kemmas «переменный» и т. п.
С XII—XIII веков начинают заимствоваться французские слова. В настоящее время число заимствований из французского очень велико и даже превышает число исконно бретонских слов; в диалектах, на которых говорят на границе с франкоязычной зоной, число заимствований из французского несколько выше.

## Бретонская Википедия
Существует раздел Википедии на бретонском языке («Бретонская Википедия»). По состоянию на 10:14 (UTC) 16 июля 2025 года раздел содержит 88 861 статью (общее число страниц — 158 175); в нём зарегистрировано 85 142 участника, 5 из них имеют статус администратора; 102 участника совершили какие-либо действия за последние 30 дней; общее число правок за время существования раздела составляет 2 146 938.